# 天輔 (金)
天輔（てんほ）は、金の太祖の治世で用いられた元号。1117年 - 1123年。
- 7年8月：太祖崩御。
- 7年9月：呉乞買が即位し太宗となる。
- 7年10月：大赦を実施し、天輔7年を天会元年と改元。

## 西暦・干支との対照表
| 天輔 | 元年   | 2年    | 3年    | 4年    | 5年    | 6年    | 7年    |
| 西暦 | 1117年 | 1118年 | 1119年 | 1120年 | 1121年 | 1122年 | 1123年 |
| 干支 | 丁酉   | 戊戌   | 己亥   | 庚子   | 辛丑   | 壬寅   | 癸卯   |